# Schwarzer See (Nauders)
Der Schwarze See (auch Schwarzsee) ist ein Naturdenkmal oberhalb Nauders im österreichischen Bundesland Tirol. 
Der Schwarze See befindet sich zwischen dem Kleinen und dem Großen Mutzkopf auf einer Höhe von 1725 m. 

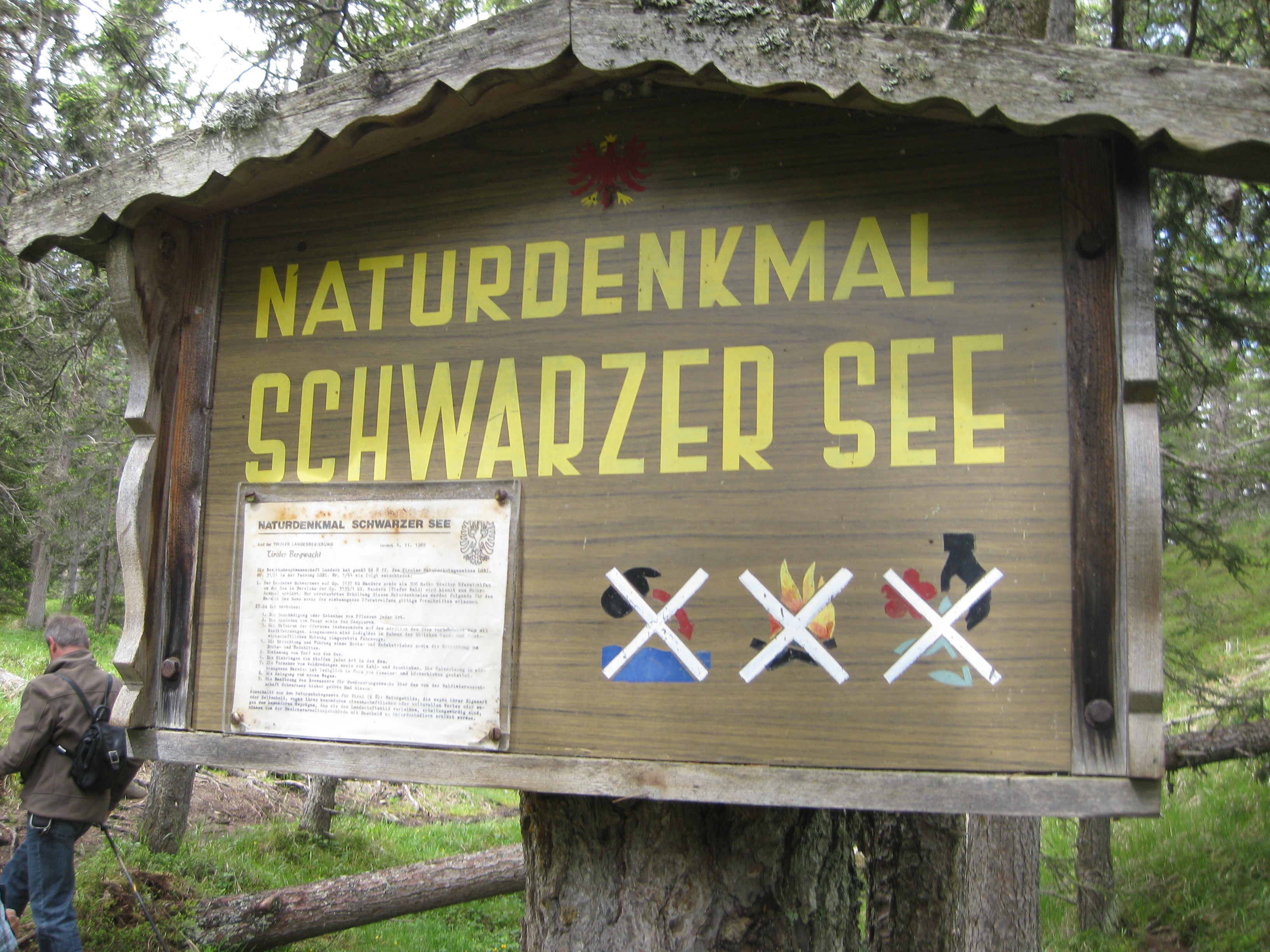
Hinweisschild in der Nähe des Sees.

Als Naturdenkmal geschützt ist der 2,3 ha große See zusammen mit einem 500 m breiten Uferstreifen mit Latschenhochmoor, Schwingrasen und Flachmoor. Der Große und der Kleine Mutzkopf sind zusammen mit dem Schwarzen und dem Grünen See beliebte Wanderziele. Geschützt ist er zusammen mit dem umliegenden Waldgebiet auf Grund der artenreichen Tier- und Pflanzenwelt, allerdings gibt der Moorsee auch Aufschluss über die dort vorherrschende Vegetation bis zur letzten Eiszeit. So fand man z. B. heraus, dass die Fichte sich dort vor ungefähr 8000 Jahren ausbreitete und vor 5000 Jahren erste Pollen kulturanzeigender Pflanzen dorthin geweht wurden. Auffällig sind die vielen Seerosen, außerhalb des Sees herrscht subalpiner Fichtenwald mit Heidel- und Preiselbeere, Wolligem Reitgras, Wald-Wachtelweizen, Sprossendem Bärlapp, Nordischem Labkraut, Rostblättriger Alpenrose und Besenheide. In der Tierwelt entdeckt man dort Stock- und Reiherenten, für Fische ist der See allerdings zu sauerstoffarm. 

## Geschichte
Auch die menschliche Nutzung des Moors blieb nicht aus. Um 1860 wurde Torf zu Heizzwecken gestochen, das Wasser wurde auf die Weiden der Lawerz und der Norbertshöhe geleitet. Während der Tourismus im Dorf wuchs, wurde 1960 versucht, den See zu einem touristenfreundlichen Badesee umzubauen. Allerdings wurde die Moorkonsistenz zum Problem, so dass man davon wieder Abstand nahm. Inzwischen hat die Natur sich den See wieder völlig zurückgeholt.